# Friends 'Til the End
Friends ...'Til the End: The One with All Ten Years é um livro oficial que serve como complemento à popular série de televisão Friends. Foi escrito pelo autor americano David Wild e publicado em maio de 2004 pela Headline Book Publishing, por ocasião do final da série.
A obra inclui entrevistas exclusivas com os seis atores principais, um resumo da história de todas as temporadas da sitcom e uma secção especial sobre o fim de Friends.